# رحلة الخطوط الجوية الأولمبية رقم 830
رحلة الخطوط الجوية الأولمبية رقم 830 كانت رحلة ركاب داخلية بين مدينتي أثينا وكوزاني في اليونان، مع توقف في لاريسا. شهدت الرحلة حادث تحطم مأساوي في نوفمبر 1976 أدى إلى مقتل جميع ركاب الطائرة وطاقمها.

## الحادث
عندما لم تتمكن الطائرة من الهبوط في لاريسا بسبب سوء الأحوال الجوية، قررت التوجه مباشرة إلى كوزاني على ارتفاع 5500 قدم. كان آخر اتصال راديو في الساعة 09:45 عندما أبلغ الطيار بأنه على بعد حوالي 15 ميلًا بحريًا جنوب كوزاني باتجاه 318 درجة، وزُوِّد بتوقعات الطقس. عند الساعة 10:19، وبعد انقطاع الاتصال مع الطائرة، أعلن المطار حالة طوارئ، حيث تبيّن أن الرحلة 830 اصطدمت بجبل على ارتفاع 4625 قدم بالقرب من قرية سيرفيا، وكانت الجبال مغطاة بالغيوم.

## تحقيق الحادث
أظهر التحقيق أن الطائرة كانت في مسار 310 درجات عندما اصطدمت بالأرض لأول مرة، وتفككت على مدى 200 متر التالية قبل أن تقلع مجددًا لفترة قصيرة، ثم تحطمت أخيرًا عند سفح تلة أخرى. اندلع حريق بعد الاصطدام الأولي واستمر في الاشتعال لساعات عدة، مما أدى إلى تدمير الطائرة بالكامل. في موقع الحادث، كانت الجبال التي يزيد ارتفاعها عن 3000 قدم مغطاة بالغيوم.

## الطائرة
كانت الطائرة من طراز NAMC YS-11A ذات محركين توربينيين، ورقم تسجيلها SX-BBR، وقد أقلعت لأول مرة في 12 أبريل 1971، وسُلمت إلى الخطوط الأولمبية في 28 أبريل 1971.